# النصيب
نصيب هو مصطلح عربي يستخدم في العديد من اللغات بما في ذلك العربية والإندونيسية والماليزية والفارسية والتركية والسندية والصومالية والأردية والهندية والغوجاراتية والبنغالية والبنجابية، ويعني (القدر) المعنى الحرفي في اللغة العربية هو «نصيب»، لكن أصبح يُفهم على أنه «نصيب المرء في الحياة»، وبالتالي مصيره.
قد يشير إلى:

## الأماكن
- نصيب، سوريا، بلدة في محافظة درعا سوريا
- معبر نصيب الحدودي، معبر حدودي بين سوريا والأردن

## الناس

### الاسم الأول
- نسيب عريضة (1887-1946)، شاعر وكاتب سوري
- نسيب البكري، قومي ورجل دولة سوري
- نسيب البيطار (1890-1948) فقيه فلسطيني
- نسيب المتني (1910-1958) صحفي وناشر لبناني
- نصيب صليبا (1915-2008)، قطب البناء الأرمني
- نصيب يوسف بيلي (1881-1920)، دعاية أذربيجانية
- نسيب عبد الجمعة إيساك (دايموند بلاتنومز) فنان تنزاني

### الاسم الأوسط
- فاتح نصيب خان (1890-1933) القائد العسكري الهندي
- حبيب نصيب نادر (مواليد 1979) ممثل بريطاني
- محمد نصيب قريشي (1933-2005) عالم هندي

### اللقب
- لطفي نصيب (1926-2011)، لاعب هوكي الجليد الفنلندي

## الأدب
- نصيب (شعر) ، شكل أدبي يشكل عادة مقدمة وديّة لقصيدة.

## مسلسل
- نصيب (مسلسل)